# リンカーン郡 (アーカンソー州)
リンカーン郡 (リンカーンぐん、Lincoln County) はアメリカ合衆国アーカンソー州に位置する郡である。2000年現在、ここの人口は14,492人である。ここの郡庁所在地はスターシティである。リンカーン郡は1871年3月28日に創立されアメリカ合衆国大統領「エイブラハム・リンカーン」の名を取って命名された。

## 地理
アメリカ合衆国統計局によると、この郡は総面積1,482 km2 (572 mi2) である。このうち1,454 km2 (561 mi2) が陸地で28 km2 (11 mi2) が水地域である。総面積の1.92%が水地域となっている。

### 隣接する郡
- ジェファーソン郡  (北)
- アーカンソー郡  (北東)
- デシェイ郡  (東)
- ドリュー郡  (南)
- クリーブランド郡  (西)

## 人口動静
2000年現在の国勢調査で、この郡は人口14,492人、4,265世帯、及び3,130家族が暮らしている。人口密度は10/km2 (26/mi2) である。3/km2 (9/mi2) の平均的な密度に4,955軒の住居が建っている。この郡の人種的構成は白人64.88%、アフリカン・アメリカン32.92%、先住民0.40%、アジア0.06%、太平洋諸島系0.01%、その他の人種0.99%、及び混血0.75%である。人口の1.81%がヒスパニックまたはラテン系である。
この郡内の住民は22.20%が18歳未満の未成年、18歳以上24歳以下が12.40%、25歳以上44歳以下が33.20%、45歳以上64歳以下が20.40%、及び65歳以上が11.90%にわたっている。中央値年齢は35歳である。女性100人ごとに対して男性は142.30人である。18歳以上の女性100人ごとに対して男性は154.70人である。
この郡の世帯ごとの平均的な収入は29,607米ドルであり、家族ごとの平均的な収入は35,408米ドルである。男性は28,890米ドルに対して女性は19,990米ドルの平均的な収入がある。この郡の一人当たりの収入 (per capita income) は12,479米ドルである。人口の19.50%及び家族の15.50%は貧困線以下である。全人口のうち18歳未満の26.60%及び65歳以上の17.90%は貧困線以下の生活を送っている。

## 都市及び町
- Gould
- Grady
- スターシティ